# أب بهارة تشين (مقاطعة بوير احمد)
أب بهارة تشین (بالفارسية: آب بهاره‌چین) هي قرية تقع في إيران في قسم تشین الريفي. يقدر عدد سكانها بـ 134 نسمة .